# Большая Нижегородская улица (Владимир)
Больша́я Нижегоро́дская у́лица — улица во Фрунзенском районе города Владимира. Расположена в историческом центре города, проходит от Большой Московской улицы (за улицей Свердлова) до Добросельской улицы (за улицей Погодина). Является одной из магистральных улиц города, с выходом на шоссе Москва — Нижний Новгород и далее на Казань (Федеральная автомобильная дорога М7 «Волга»). Нумерация домов ведётся от Большой Московской улицы.

## Происхождение названия
Своё название улица получила от направления дороги, ведущей в сторону города Нижний Новгород.

## История
В XIX веке центральная улица города Владимира, носившая название Большая была разделена на две части. Западная часть улицы стала именоваться Большой Московской, а восточная — Большой Нижегородской. Она начиналась от стен Кремля и через Ветшаный город уходила на восток в сторону Нижнего Новгорода. В то время Нижегородская улица заканчивалась у берега реки Лыбедь (территория современной площади им. Фрунзе).
В XX веке границы улицы были смещены на восток.
В 1927 году западная часть Большой Нижегородской улицы (до Сергиевской церкви) была отнесена к Большой Московской улице, а сама Большая Нижегородская улица (располагавшаяся теперь восточнее Сергиевской церкви) переименована постановлением президиума горсовета № 55 от 24.12.1927 в улицу Фрунзе. В 1999 году улице возвращено историческое название.
Сергиевская церковь была разрушена в 1929 году, вследствие этого заметной границы между Большой Московской и Большой Нижегородской улицами ныне нет.

## Памятники архитектуры и примечательные здания

### Первая губернская больница (№ 65)
Первая губернская больница («Белый корпус») — старейшее медицинское учреждение города. Здание построено на месте деревянного в 1799—1802 гг. по проекту И. А. Чистякова в стиле классицизм для отставных обер-офицеров и низших чинов. Сначала относилось к инвалидному дому. В центре располагалась церковь Петра и Павла, ныне закрытая. Фасад больницы украшен массивным четырёхколонным портиком тосканского ордера, в остальном декор здания достаточно скромен и сдержан. В 1842—1843 годах по всей протяжённости здания с севера была сделана пристройка по проекту губернского архитектора Я. М. Никифорова. С запада к больнице примыкают ворота, сохранившиеся от больничной ограды. В 2008 году Терапевтическое отделение Областной клинической больницы было закрыто. Сейчас в здании размещается Владимирское областное бюро судебно-медицинской экспертизы.

### Владимирский централ (№ 67)
Владимирский централ — российская тюрьма для особо опасных преступников. Тюрьма была построена по указу императрицы Екатерины II в 1783 году. Автором проекта тюрьмы был губернский архитектор Николай фон Берк. В то время тюрьма представляла собой несколько деревянных изб и носила название «рабочего дома». Её строительство обошлось казне в 1457 рублей 50 копеек.
В 1846 году были построены новые каменные трёхэтажные здания тюрьмы, а в 1867 году в тюрьме появились столовая, мастерские и помещение школы.
После восстания в 1863—64 гг. в Польше во Владимирской тюрьме отбывали наказание польские повстанцы. Корпус, где они находились, получает название «Польский».
В 1902—1906 годах заканчивается строительство двух новых корпусов, один из них строится по американскому проекту, и тюрьма принимает близкий к современному облик.
В 1906 году, в связи с увеличением после революции 1905 года потока политзаключённых, правительством принимается решение о создании на базе Владимирского исправительного арестантского отделения временной каторжной тюрьмы. Она стала первой каторжной тюрьмой в России и тогда же получила своё благозвучное название — Владимирский централ.
После Октябрьской революции тюрьма стала Владгубисправдомом, а в начале 1920-х годов — Владимирским политическим изолятором, затем ТОН (тюрьма особого назначения).
Владимирская тюрьма входила в систему «особых лагерей и тюрем», организованную на основе постановления Совета Министров СССР № 416—159 от 21 февраля 1948 года «Об организации лагерей МВД со строгим режимом для содержания особо опасных государственных преступников» для содержания осуждённых к лишению свободы шпионов, диверсантов, террористов, троцкистов, меньшевиков, эсеров, анархистов, националистов, белоэмигрантов и участников других антисоветских организаций, а также для содержания лиц, представляющих опасность по своим антисоветским связям и вражеской деятельности.
В различные годы во Владимирском централе отбывали свой срок много известных людей. В тюрьме содержались:
- Фрунзе, Михаил Васильевич — профессиональный революционер
- Али-заде, Саид Ризо — деятель таджикской культуры
- Андреев, Даниил Леонидович — писатель и философ
- Шульгин, Василий Витальевич — политический и общественный деятель, монархист, бывший заместитель председателя Государственной думы, принимавший отречение от престола Николая II, идеолог Белого движения
- Долгоруков, Пётр Дмитриевич — политический и общественный деятель, князь
- Пауэрс, Фрэнсис Гэри — американский военный лётчик (1960—1963)
- Раков, Лев Львович — историк, искусствовед, музейный работник, драматург
- Русланова, Лидия Андреевна — певица (1950—1953)
- Сталин, Василий Иосифович — генерал-лейтенант авиации (1956—1958)
- Судоплатов, Павел Анатольевич — генерал-лейтенант КГБ — НКВД (1958—1968)
- Фёдорова, Зоя Алексеевна — актриса
- Щаранский, Натан — правозащитник
- Аллилуева, Анна Сергеевна — сестра жены Сталина Надежды Аллилуевой.

После Великой Отечественной войны во Владимирском централе содержались военачальники нацистской Германии: фельдмаршал Фридрих Паулюс, комендант Берлина Гельмут Вейдлинг, фельдмаршал, командующий группой армий «Центр» Фердинанд Шёрнер, начальник личной охраны Гитлера Ганс Раттенхубер, фельдмаршал Эвальд фон Клейст (умер в тюрьме в 1954 году).
После разгрома Японии во Владимирском централе содержались японские военнопленные Квантунской армии:
Акикуса Сюн — генерал-майор японской армии, начальник военной миссии в г. Харбине, Майно Сигэру — заместитель министра юстиции Маньчжурского государства.
В настоящее время в централе содержатся полторы тысячи особо опасных преступников — члены ОПГ, киллеры, маньяки, насильники, воры в законе. 15 процентов осуждены на 25 лет, 13 заключённых осуждены пожизненно.
На территории тюрьмы находятся следственный изолятор и больница, в одной из камер в 1995 году был открыт православный Свято-Никольский храм.
В июле 1997 году на территории тюрьмы создан музей, материалы и экспонаты которого отражают историю тюрьмы с конца 18 века по настоящее время.
Здание является объектом культурного наследия регионального значения.

### Здание бывшей богадельни (№ 71)
Здание бывшей городской богадельни располагается рядом с Князь Владимирским кладбищем и непосредственно примыкает к его южной ограде около старого входа. Дом построен в 1889—1890 годах по проекту архитектора М. П. Кнопфа. Строительство богадельни было приурочено к 900-летию крещения Руси. Решение о строительстве было принято на заседании городской Думы 26 мая 1888 года по инициативе старосты кладбищенской церкви и городского главы. Средства и материалы на строительство выделили купцы Владимирской губернии. Кирпич для него доставил купец В. М. Тарасов, железо — купец А. Г. Кузнецов, стекло — фабрикант Ю. С. Нечаев-Мальцев, владелец стекольных и хрустальных заводов.
Богадельня была открыта 24 октября 1890 года.
Первоначально это было двухэтажное здание, в русском стиле, о чём напоминают сохранившиеся декоративные элементы: три треугольных фронтона с зубчиками по фасаду. На рубеже XIX—XX веков с востока к богадельне была пристроена церковь, стилизованная под древнерусские новгородско-псковские храмы, с трёхпролётной звонницей. В советское время с храма была снесена глава, а на основной храмовый объём надстроен третий этаж, так что только специалист сейчас может узнать в широкой кубической пристройке домовую церковь, несмотря на то, что звонница сейчас восстановлена.
После Октябрьской революции здание было отдано под жильё.
К 1990-м годам, дом обветшал и был расселён. В начале 2000-х была произведена капитальная реконструкция здания.
В настоящее время в здании богадельни размещается торговый центр с магазинами, а в бывшей церкви — салон красоты.
Здание является объектом культурного наследия регионального значения.

### Князь-Владимирская церковь (№ 71а)
Князь-Владимирская церковь (церковь во имя равноапостольного князя Владимира) построена в 1785 году при загородном (ныне старом городском) кладбище за Нижегородской заставой. Церковь названа в память о Великом князе Владимире Святославиче — Крестителе Руси. По преданию, она стоит на месте священной рощи в бывшей Яриловой долине, где в дохристианские времена стоял идол Ярилы и где совершались языческие торжества.
Церковь представляет собой невысокое здание с выступающей алтарной апсидой, с выпуклой кровлей, увенчанной луковичной главкой на фигурном барабане. Внешняя отделка носит явные следы классицизма: сочные карнизы, сандрики и фронтоны окон и дверей, рустованные углы. Князь-Владимирская церковь принадлежит к типу трапезных, то есть к основному храму с запада примыкает пристройка придельной — трапезной церкви, которая пристроена была несколько позже. В 1891 году церковь сделана тёплою, в главном храме построен новый иконостас, а стены расписаны.
Сама церковь не претерпела значительных изменений со времени постройки и сохранилась до настоящего времени в первозданном виде. А колокольня, непосредственно примыкавшая к церкви, к концу XIX века обветшала и была разобрана, а на её месте в 1897 году была построена новая высокая трёхъярусная колокольня.
Церковь имеет три престола: во имя Святого Равноапостольного князя Владимира; во имя праведных Симеона Богоприимца и Анны Пророчницы и во имя святых мучеников Адриана и Наталии.
В храме сохранилось убранство конца XIX века.
Князь-Владимирская церковь — это единственная в городе церковь, построенная в стиле классицизма.
Это единственный храм города Владимира, не закрывавшийся в советский период. С 1939 по 1943 годы — единственный действующий храм на территории города.
Здание является объектом культурного наследия регионального значения.

### Князь-Владимирское кладбище («Старое кладбище»)
Князь-Владимирское кладбище города Владимира основано после эпидемии чумы в 1770-е годы за Нижегородской заставой. Второе название — Старое городское кладбище.
С 1966 года в связи с застройкой города захоронения на кладбище прекращены.
В 1975 году на кладбище открыт Мемориал в честь воинов, погибших во второй мировой войне, в память о воинах, умерших от ран в госпиталях города. Авторы проекта — скульптор П. Г. Дик, художник В. П. Дынников, архитекторы В. И. Новиков и В. С. Режепа.
28 апреля 2012 года на Князь-Владимирском кладбище состоялась закладка мемориального камня князю Петру Долгорукову (погибшему во Владимирском централе в 1951 г.) и другим жертвам политических репрессий, похороненным на Князь-Владимирском кладбище.
В декабре 2010 года ансамбль Князь-Владимирского кладбища принят под государственную охрану как «выявленный объект культурного наследия».

### Площадь Фрунзе
Площадь Фрунзе расположена на пересечении улицы Большая Нижегородская с улицей Усти-на-Лабе. Названа именем М. В. Фрунзе в 1967 г. На площади установлен памятник М. В. Фрунзе, открытый 12 июля 1974 года. Он представляет собой бронзовую фигуру в полный рост (высота — 5 метров) на гранитном постаменте (высота — 4 метра). Памятник создан скульпторами Б. Д. Яковлевым, Ю. А. Вашкевичем и архитектором В. А. Сохиным на средства Владимирского комсомола и отлит на Ленинградском комбинате декоративно-прикладного искусства и скульптуры. Перед памятником спускаются вниз три гранитные стелы, иллюстрирующие фрагменты жизни М. В. Фрунзе и его награды.

### Утраченные памятники историко-культурного наследия по Большой Нижегородской улице
- Сергиевская церковь

## Памятники и мемориальные доски

### Памятники
- Александру Невскому (во дворе дома № 67е).

### Мемориальные доски
- Мемориальная доска М. В. Фрунзе (на фасаде д. 1а). Надпись на доске: «Улица названа в память о профессиональном революционере, партийном, государственном и военном деятеле Михаиле Васильевиче Фрунзе в 1927 году. Мемориальная доска установлена 2 февраля 1985 года в день 100-летия со дня рождения М. В. Фрунзе».
- Мемориальная доска Танееву С. И. (на фасаде д. 5). На доске из гранита изображение Танеева и надпись: «В доме, стоявшем на этом месте родился великий русский композитор, пианист, педагог, учёный Сергей Иванович Танеев».
- Мемориальная доска Н. Е. Андрианову на фасаде д. 32
- Мемориальная доска Николаю Васильевичу Кия-Оглу (на проходной ВНИИССа, д. 77).
- Мемориальная доска К. И. Борисову (на фасаде д. 80а).

### Памятные знаки
- памятный знак на здании бывшего госпиталя (на домах № 63 и 65а). Знак выполнен из металла в виде медицинского креста со звездой, лавровой ветвью и медицинским символом. Надпись на знаке гласит: «В этом здании во время Великой Отечественной войны 1941—1945 гг. был военный госпиталь».

### Андриановский сквер
В 2012 году во Владимире по инициативе жителей города было начато обсуждение предложения назвать именем выдающегося советского спортсмена-гимнаста Н. Е. Андрианова сквер и остановку общественного транспорта около д. 32, где жил спортсмен. 5 июля 2013 года топонимическая комиссия города Владимира согласилась с инициативой, а 25 декабря 2013 года Совет народных депутатов города Владимир принял решение присвоить название «Андриановский сквер» территории в границах земельного участка с кадастровым номером 33:22:032061:292, расположенной по ул. Большой Нижегородской, д. 34.
15 марта 2014 решением топонимической комиссии остановка «Спортшкола» (на чётной стороне улицы Большая Нижегородская) получила новое наименование — «Андриановский сквер».
21 октября 2015 года из проектов памятника Николаю Андрианову в Андриановском сквере во Владимире общественное жюри, в которое входили младший сын и сестра Н. Е. Андрианова, единогласно выбрало работу скульптора Ильи Шанина. Памятник был установлен 24 марта 2016 года и 12 октября 2016 года торжественно открыт. Открытие памятника стало, по версии интернет-издания «ПроВладимир», «Открытием 2016 года» во Владимире.

## Учреждения и организации

### По чётной стороне
Дом № 62 — Владимирский ликёро-водочный завод (ОАО «Владалко»).

Дом № 80а — ОАО «Владимирский хлебокомбинат № 2».

Дом № 80б — ОВД Фрунзенского района УВД г. Владимира.

Дом № 104 — НВП «ВЛАДИПУР».

Дом № 106 — ОАО «Владимирэнерго».

Дом № 108 — Владимирская ТЭЦ-2.

### По нечётной стороне
Дом № 43 — Областная детско-юношеская спортивная школа. 

Дом № 63 — Областной Центр реабилитации и спортивной медицины.

Дом № 63а — Владимирский кожно-венерологический диспансер.

Дом № 63у — Областная психиатрическая больница № 1.

Дом № 67 — Тюрьма «Владимирский централ» (учреждение ОД-1/Т-2).

Дом № 67а — Фрунзенский районный суд города Владимира.

Дом № 67е — Владимирский юридический институт Федеральной службы исполнения наказаний (ВЮИ ФСИН) .

Дом № 77 — ОАО «Полимерсинтез».

Дом № 79 — АО «Автоприбор».

Дом № 81 — «Владимирский химический завод».

Дом № 111 — ТЦ «Маяк».

## Транспорт
Большая Нижегородская улица является важной транспортной артерией города. Автомобильное движение на всей протяжённости улицы двустороннее. От Большой Московской улицы до площади Фрунзе проезжая часть — двухполосная, а от площади Фрунзе до Добросельской улицы — трёхполосная.
Общественный транспорт на Большой Нижегородской улице представлен троллейбусными и автобусными маршрутами. На улице существует 5 остановок общественного транспорта:
- «Спортшкола»
- «Площадь Фрунзе»
- «Поворот на завод „Точмаш“»
- «ВХЗ»
- «Улица Погодина».

По ней проходят маршруты троллейбусов № 1, № 5 (на отрезке от Большой Московской улицы до площади Фрунзе), № 12 (на отрезке от площади Фрунзе до Добросельской улицы).
Наиболее развитым видом общественного транспорта на Большой Нижегородской улице являются социальные и коммерческие автобусы. По ней проходят маршруты автобусов № 10, 10С, 12С, 15, 18С, 20, 22, 23, 24, 25, 26, 27, 31, 32, 152.
Вблизи остановки общественного транспорта «ВХЗ» располагается железнодорожная платформа «Автоприбор».

## Пересечения с другими улицами
В направлении с запада на восток Большая Нижегородская улица пересекает несколько крупных улиц города: Усти-на-Лабе, Мира, Погодина.
В месте пересечения с улицей Усти-на-Лабе расположена площадь Фрунзе.
- Выход на Большую Нижегородскую
 улицы Свердлова (через арку)
- Выход на Большую Нижегородскую Спортивного переулка

## Инженерные сооружения
Между домами № 77 и № 79 улица пересекает реку Рпень, через которую построен мост.
Рядом с остановкой общественного транспорта «ВХЗ» (около дома № 81) располагается один из двух имеющихся в городе подземных переходов.
В месте пересечения с улицей Мира располагается железнодорожный переезд.